# Annamaria Iagnocco
Annamaria Iagnocco (* 1961 in Latina) ist eine italienische Ärztin, Rheumatologin, Wissenschaftlerin und Hochschullehrerin. Sie ist Professorin im Fachbereich klinische und biologische Wissenschaften und Lehrstuhlinhaberin für Rheumatologie an der Universität Turin sowie Direktorin der universitären Fachabteilung für Rheumatologie im Krankenhaus „Mauriziano“ in Turin.

## Leben
Annamaria Iagnocco studierte Medizin an der Universität La Sapienza in Rom, wo sie 1986 mit Auszeichnung approbiert und promoviert wurde. An der rheumatologischen Klinik der Universität Sapienza absolvierte sie auch ihre Weiterbildung und erwarb dort 1991 die Facharztanerkennung im Fach Rheumatologie sowie 1998 auch in physikalischer Therapie und Rehabilitation. Von 1990 bis 2016 war Iagnocco Assistenzprofessorin und außerordentliche Professorin für Rheumatologie an der Universität La Sapienza.
2016 wurde sie als Universitätsprofessorin und Lehrstuhlinhaberin an die Universität Turin berufen. Seit 2016 war sie Mitglied des Beirats des Fachbereich klinische und biologische Wissenschaften der Universität, seit 2024 ist sie Mitglied des Vorstands. Seit 2024 gehört sie auch zum Beirat der "Scuola die Medicina" der Universität.
Als Rheumatologin engagierte Iagnocco sich nicht nur auf nationaler, sondern auch auf internationaler Ebene für die Weiterentwicklung ihres Fachs. Von 2004 bis 2020 wirkte sie intensiv bei der internationalen Arbeitsgemeinschaft von Rheumatologen  OMERACT (Outcome Measures in Rheumatology) mit.
2017 wurde Iagnocco Mitglied des Vorstands der European Alliance of Associations for Rheumatology (EULAR), des europäischen Dachverbandes der Rheumatologie mit Sitz in der Schweiz. Von 2017 bis 2019 wirkte sie als Schatzmeisterin, von 2021 bis 2023 war sie Präsidentin. EULAR ist eine gemeinnützige Organisation, die Menschen mit rheumatischen und muskuloskelettalen Erkrankungen, rheumatologische Fachkräfte, Rheumatologen, Forscher und wissenschaftliche Gesellschaften auf dem Gebiet der Rheumatologie aus allen europäischen Ländern vertritt. Iagnocco war bei ihrer Amtsübernahme die erste Italienerin und erst die zweite Frau überhaupt im Präsidentenamt seit Gründung der Gesellschaft im Jahr 1947. Sie verantwortete unter anderem das 75-jährige Jubiläum der EULAR im Jahr 2022 und die Entwicklung der EULAR Strategie 2024–2028.
Im Jahr 2023 übernahm Iagnocco den Vorsitz des "Education Committee" der BioMedical Alliance in Europe, eines gemeinnützigen Dachverbandes europäischer medizinischer Fachgesellschaften mit Sitz in Brüssel. Seit Januar 2025 ist Iagnocco Mitglied des Boards der BioMedical Alliance in Europe. Die BioMedical Alliance vertritt Hunderttausende von Ärzten, Wissenschaftlern und Gesundheitsexperten in der Medizin. Die Organisation setzt sich insbesondere für die Fortentwicklung und Harmonisierung von medizinischer Forschung, Fortbildung und der Regulierung von klinischen Studien in Europa ein.
Annamaria Iagnocco ist Chefredakteurin von Frontiers in Musculoskeletal Disorders, einer von Experten begutachteten (Peer Review), frei zugänglichen (Open Access), multidisziplinären medizinischen Fachzeitschrift, die alle Aspekte von Erkrankungen des Bewegungsapparats abdeckt und von Frontiers Media herausgegeben wird. Sie ist außerdem Mitglied der Redaktionsausschüsse weiterer, von Experten begutachteten medizinischen Fachzeitschriften wie EULAR Rheumatology Open (ERO), Clinical and Experimental Rheumatology oder Medical Ultrasonography. Sie ist Mitglied des wissenschaftlichen Beirats von Reumatismo, der offiziellen Zeitschrift der Italienischen Gesellschaft für Rheumatologie.

## Wirken
Annamaria Iagnoccos Schwerpunktinteressen umfassen die Bereiche Fort- und Weiterbildung, klinische Forschung, Therapieüberwachung und Bildgebung in der Rheumatologie. Ihre Publikationen betreffen die Krankheitsbilder Rheumatoide Arthritis, Psoriasisarthritis, Arthrose, Therapie-Monitoring und Bildgebung rheumatischer Erkrankungen, mit einem speziellen Schwerpunkt auf der Ultraschalluntersuchung und Bewertung der Entzündung. Seit dem Jahr 2000 ist sie Mitglied des Expertenteams, das die Fortbildungsinhalte der EULAR Ultraschall- und Bildgebungskurse festlegt und fortlaufend aktualisiert. Als wissenschaftliche Leiterin und Organisatorin von rheumatologischen Ultraschallkursen in ganz Europa hat sie Generationen von jungen Rheumatologen in dieser Technik ausgebildet. Sie ist in nationale und internationale klinische Studien und spezielle Studien zur Bildgebung bei rheumatischen Erkrankungen eingebunden.

## Publikationen
Annamaria Iagnocco hat als Autorin oder Co-Autorin mehr als 370 Publikationen veröffentlicht, davon mehr als 200 in Zeitschriften mit Peer Review. Sie war an der Entwicklung zahlreicher EULAR Recommendations beteiligt, das sind nach einer qualitätsgesicherten Methodik entwickelte Empfehlungen der EULAR, die weltweit die Standards in Diagnose, Therapie und Vorbeugung von rheumatischen und muskuloskelettalen Erkrankungen prägen.
Iagnocco wirkte als Autorin an verschiedenem EULAR Textbooks mit; das sind von EULAR herausgegebene rheumatologische Lehrbücher. Sie ist Co-Herausgeberin des EULAR Textbook on Musculoskeletal Ultrasound in Rheumatology und Co-Autorin des Kapitels zum Thema Bildgebung im EULAR Textbook on Rheumatic Diseases.